# Salvelinus elgyticus
Salvelinus elgyticus és una espècie de peix de la família dels salmònids i de l'ordre dels salmoniformes.

## Morfologia
- Els mascles poden assolir 23,8 cm de longitud total i 114 g de pes.
- Nombre de vèrtebres: 59-64.[3][4]

## Hàbitat
Viu al Llac Elgygytgyn, a Sibèria oriental.

## Distribució geogràfica
Es troba a Txukotka (Sibèria, Rússia).